# Idaea balestraria
Idaea balestraria är en fjärilsart som beskrevs av Lucas 1909. Idaea balestraria ingår i släktet Idaea och familjen mätare. Inga underarter finns listade i Catalogue of Life.